# Михеев, Андрей Игоревич
Андрей Игоревич Михеев (11 августа 1993, с. Татарка, Омская область, Россия — 2024, Авдеевка, Украина) — российский военнослужащий, рядовой. Участник российского вторжения в Украину. Герой Российской Федерации (посмертно, 2024).

## Биография
Родился 11 августа 1993 года в селе Татарка Омской области.
Участник вторжения России на Украину. Являлся рядовым по званию. Погиб в 2024 году под Авдеевкой Донецкой области.

## Звания и награды
- Герой Российской Федерации (24 августа 2024, посмертно)[1][2][3].